# Partit Democràtic Constitucional (Japó, 1927)
El Partit Democràtic Constitucional (japonés: 立憲民政党, Rikken Minseitō) va ser un partit polític japonés en actiu en l'època d'entre guerres de l'imperi del Japó dels més importants. Va ser conegut popularment com a Minseitō.

## Història
El partit va ser fundat l'1 de juny de 1927 com una unió de l'Associació Constitucional i el Partit dels amics del constitucionalisme ortodox. L'ideari de la formació fou política i econòmicament més liberal que el seu principal rival, l'Associació Pro Govern Constitucional, promovent la reducció de la desigualtat econòmica entre classes socials, una major cooperació internacional i la protecció de les llibertats personals. La seua reserva de vots principal provenia de la classe mitjana urbana, tot i que també va rebre el suport econòmic del zaibatsu Mitsubishi.
A finals de la dècada de 1930 el líder del partit i primer ministre, Osachi Hamaguchi, fou víctima d'un atac terrorista perpetrar per un ultranacionalista oposat a la signatura del Japó del Tractat Naval de Londres. Va dimitir del seu càrrec i poc després va morir. El succeí Wakatsuki Reijirō, qui ja havia estat primer ministre entre el 1926 i 1927. L'any 1931 el partit es va oposar de forma plena a d'intervenció militar a Manxúria, conseqüència directa de l'incident de Mukden, que havia estat provocat per certs comandaments de l'exèrcit imperial japonès. La greu crisi provocada per l'incident manxú el setembre de 1931 obligà a Wakatsuki a presentar la seua dimissió, essent substituït pel lider del seu partit rival, Inukai Tsuyoshi.
A les Eleccions generals japoneses de 1932 alguns diputats del partit es passaren a l'Associació Pro Govern Constitucional, i allò va fer que aquest partit obtinguera la majoria a la Cambra de Representants del Japó, fent primer ministre a Inukai. Quatre anys després, en 1936, va recuperar la majoria relativa a la cambra però quedant a pocs escons de diferència amb el partit de l'oposició, cosa que va fer que la cambra legislativa esdevinguera ingovernable, problema que tampoc es solucionà a les eleccions de l'any següent.
El 15 d'agost de 1940, el partit va decidir dissoldre's i integrar-se en l'Associació de Suport al Règim Imperial dins dels esforços del primer ministre Fumimaro Konoe per a crear un partit únic per al Japó.

## Resultats Electorals

### Cambra de Representants
| Any  | Líder             | Vots      | %     | Escons    | +/– | Govern   |
| ---- | ----------------- | --------- | ----- | --------- | --- | -------- |
| 1928 | Osachi Hamaguchi  | 4.251.771 | 43,1  | 216 / 466 | Nou | Oposició |
| 1930 | Osachi Hamaguchi  | 5.466.908 | 52,48 | 273 / 466 | 57  | Majoria  |
| 1932 | Wakatsuki Reijirō | 3.442.326 | 35,25 | 146 / 466 | 127 | Oposició |
| 1936 | Machida Chūji     | 4.444.413 | 39,9  | 205 / 466 | 59  | Oposició |
| 1937 | Machida Chūji     | 3.689.355 | 36,1  | 179 / 466 | 26  | Oposició |

### Leaders
| Núm. | Nom                    | Foto | Mandat                | Mandat                |
| Núm. | Nom                    | Foto | Inici                 | Final                 |
| ---- | ---------------------- | ---- | --------------------- | --------------------- |
| 1    | Hamaguchi Osachi       |      | 1 de juny de 1927     | 13 d'abril de 1931    |
| 2    | Wakatsuki Reijirō      |      | 13 d'abril de 1931    | 1 de novembre de 1934 |
| -    | Machida Chūji (Interí) |      | 1 de novembre de 1934 | 20 de gener de 1935   |
| 3    | Machida Chūji          |      | 20 de gener de 1935   | 15 d'agost de 1940    |